# Pontinus macrocephalus
Pontinus macrocephalus е вид лъчеперка от семейство Scorpaenidae. Видът не е застрашен от изчезване.

## Разпространение и местообитание
Разпространен е в Австралия (Западна Австралия, Куинсланд и Северна територия), Американска Самоа, Гуам, Индонезия, Малайзия, Микронезия, Нова Каледония, Острови Кук, Провинции в КНР, Самоа, САЩ (Хавайски острови), Северни Мариански острови, Тайван, Филипини и Япония.
Обитава скалистите дъна на морета. Среща се на дълбочина от 174 до 278 m, при температура на водата от 11,2 до 16 °C и соленост 34,5 – 34,9 ‰.

## Описание
На дължина достигат до 36,5 cm.